# SRWare Iron
SRWare Iron — браузер, разрабатываемый немецкой компанией SRWare на основе исходного кода проекта Chromium. Основная причина его появления — факт отслеживания действий пользователя браузером Google Chrome. SRWare Iron не осуществляет ничего подобного. Iron использует последние версии WebKit и V8, в то время, как Google Chrome использует стабильные версии этих движков. Ещё можно отметить наличие у Iron функции блокировки рекламы (так называемый Ad-blocking).

## Различия между Google Chrome и SRWare Iron[9]
|                   | Google Chrome | SRWare Iron                                                                                     |
| ----------------- | --- | ----------------------------------------------------------------------------------------------- |
| ID клиента        | Для каждой копии браузера создаёт уникальный ключ и отслеживает его | Все копии идентичны                                                                             |
| Время установки   | Запоминает время, когда был установлен на компьютер | Не запоминает времени                                                                           |
| Поведение Omnibox | При вводе адреса или поискового запроса символы постоянно отправляются на сервер Google под предлогом автодополнения(аналогично поведение и в других браузерах с интегрированным Google поиском, как Opera или Mozilla Firefox) | При вводе адреса автодополнение (заявлено, что) происходит только по истории посещений браузера |
| Страницы ошибок   | При возвращении сайтом ошибки перенаправляет пользователя на сайт Google | При возникновении ошибки отображает страницу, возвращённую сайтом.                              |
| Идентификатор RLZ | Отправляется на сервер Google раз в 24 часа либо при поисковом запросе, и содержит некоторую информацию (например, откуда и когда загружен браузер)                                                                             | Отсутствует                                                                                     |
| Google Updater    | Следит за обновлениями браузера, скачивает и устанавливает их при необходимости | Отсутствует. Обновления скачиваются с сайта SRWare вручную                                      |
| Отчёты об ошибках | При возникновении ошибок браузера отчёты о них отправляются на сервер Google | Отчет об ошибке не отправляется и не хранится.                                                  |

## Разработка
Iron был выпущен 18 сентября 2008, через 16 дней после первого выпуска Google Chrome. По словам разработчиков Iron, исходный код Chromium был существенно изменен с целью удаления функциональности, связанной с отслеживанием действий пользователя. 22 января 2009 была выпущена версия для разработчиков.
В более поздних версиях Iron были добавлены функции, основанные на кодовой базе Chromium, такие как поддержка тем, возможность изменения User Agent, система расширений и улучшенная поддержка Linux.
7 января 2010 была выпущена первая версия для Mac OS X.
Существует модификация SRWare Iron под названием Andy Browser, отличающаяся наличием встроенной анонимной сети Tor. Также возможна самостоятельная настройка.

## Критика
Chromium[что?] часть информации не отсылает, другие потенциально опасные опции настраиваемы и могут быть отключены.
На основании сообщений автора в IRC канале разработчиков Chromium выясняется, что единственная причина существования Iron — это доходы от рекламы на домашней странице и стартовых закладках браузера.